# Dorothée Lizion
Dorothée Lizion, née le 14 août 1973, est une femme de lettres française, auteure de thriller.

## Biographie
Elle est docteur en étiopathie et professeur en neurologie vasculaire à la faculté de Rennes.

## Œuvre

### Romans
- Précieux Cadavres, Ysec Éditions (2012)  (ISBN 978-2-84673-154-6)
- Sous surveillance, Éditions Les Nouveaux Auteurs (2014)  (ISBN 978-2-8195-0400-9)
- Rouille Sang, Éditions Les Nouveaux Auteurs (2016)  (ISBN 978-2-8195-0411-5)
- La Mue de l’assassin, Éditions Les Nouveaux Auteurs (2017)  (ISBN 978-2-8195-0435-1)
- Mille larmes mènent au mal, Amazon (2018) (ASIN B07L6MNCBD)

## Prix et distinctions

### Prix
- Grand prix VSD du polar, coup de cœur du président du jury 2014 pour Sous surveillance[1]
- Prix Ça m'intéresse Histoire 2016 pour Rouille Sang[2]